# Bouloire
Bouloire är en kommun i departementet Sarthe i regionen Pays de la Loire i nordvästra Frankrike. Kommunen ligger i kantonen Bouloire som tillhör arrondissementet Mamers. År 2022 hade Bouloire 2 121 invånare.

## Befolkningsutveckling
Antalet invånare i kommunen Bouloire
| Referens: INSEE |